# Heinrich Tobias von Haslingen
Freiherr Heinrich Tobias von Haslingen (* 27. November 1649; † 3. Dezember 1716 in Glogau) war kaiserlicher Feldmarschall, Hofkriegsrat und Kommandant von Glogau. Er wurde am 14. Februar 1703 in den Freiherrenstand erhoben später von König August von Polen auch in den Grafenstand.

## Herkunft
Seine Eltern waren der Herr von Gumpoldskirchen Johann Jacob von Haslingen (* 11. März 1615; † 12. Juli 1680) und dessen Ehefrau  Anna Monika Hackhl von Lichtenfels (Hackel von Baumsdorf) (1618–1693)

## Leben
Er ging 1668 in kaiserliche Dienste und kam in das Kürassier-Regiment Alt-Holstein. Er kam 1669 nach Ungarn und kämpfte dort bis 1672 in Ungarn unter General Sporck. 1673 kam er nach Wien zurück in das Regiment Harant und wurde im Rahmen des Holländischen Krieges bei der Belagerung von Bonn eingesetzt. 1674 wurde er Leutnant und zog mit dem General Souches in die Niederlande. 1675 stand unter Montecuccoli und wurde zum Kapitän-Lieutenant befördert. 1676 befand er sich bei der Belagerung von Philippsburg. 1677 war er in Lothringen und 1678 wurde für seine Tapferkeit ausgezeichnet. 1679 wurde das Regiment nach Böhmen zurückgezogen. 1683 stieg er zum Oberstleutnant auf.
Zur Zeiten der Belagerung von Wien 1683 war er General-Quartiermeister. In der Schlacht bei Zenta (1697) führte er das Kommando über drei Regimenter und konnte eine Batterie im Sturm erobern. Im Jahr 1698 wurde er dann Feldmarschall-Lieutenant.
Er wurde 1706 von Kaiser Joseph I. zum Generalfeldwachtmeister ernannt. 1711 erhielt er das Kommando über die Armee in Schlesien und 1713 vom Kaiser Karl VI. den Titel des Hofkriegsrat sowie 1716 die Ernennung zum Feldmarschall.

## Familie
Haslingen heiratete am 25. August 1681 die Freiin Sibylle Katharina von Collart (* 22. Juni 1663; † 1709). Das Paar hatte mehrere Kinder:
- Ignaz (* 4. Juli 1686; †  27. August 1739), k k Feldmarschall-Lieutenant und Kommandant von Glogau ⚭ Freiin Maria Anna Karolina von Keszlitz (* 5. Mai 1697; † 9. September 1745), Eltern von Ignaz Franz  (* 8. Mai 1722; † 2. Oktober 1784), Generalfeldwachtmeister
- Augustin  (* 28. August 1697; † 19. November 1758), k.k. Amtsassessor der Fürstentümer Schweidnitz und Jauer

⚭ Johanna von Herberstein (* 2. Februar 1702; † 11. Juli 1722)
⚭ 1724 Gräfin Barbara von Hoditz-Wolframitz (* 23. Oktober 1694; † 23. Februar 1765)
- Anna Sibylla (* 30. Juli 1682)[4]

⚭ N.N. von Brand ??
⚭ Gustav Erdmann Ferdinand von Frankenberg-Proschlitz (* 12. März 1686; † 11. Juli 1767), Herr auf Polnisch Tschammendorf und Kostau
- Johann Wolfgang (* 13. September 1707; † 28. August 1763), 1762 Graf ⚭ Freiin Ernestine von Kottwitz (* 17. September 1709; † 13. Juli 1731)

Nach dem Tod seiner ersten Frau heiratete er im Jahr 1711 Anna Clara von Korckwitz († 1723) verwitwete von Eberstein.